# Čovjek
Čovjek (lat. Homo sapiens − razuman čovjek) je najmnogobrojnija i najrasprostranjenija vrsta iz reda primata koja ima visoko razvijen mozak sposoban za apstraktno razmišljanje, govor, rješavanje problema, introspekciju, empatiju i sl. Današnji čovjek razvio se prije oko 200 000 godina na prostoru Afrike. Procjenjuje se da je ljudska populacija u 2011. godini premašila 7 milijarda. Čovjek je misaono biće jer može zaključivati, crtati i razmišljati, društveno biće jer živi u organiziranim društvima, duhovno biće jer razlikuje dobro od zla i prirodno biće jer je dio žive prirode.[nedostaje izvor]

## Životni ciklus

### Prenatalni razvoj
Da bi nastalo novo ljudsko biće potreban je spolni odnos između muškarca i žene, a u novije vrijeme moguć je nastanak i putem potpomognute oplodnje. Do začeća dolazi spajanjem spermija i jajne stanice u tijelu majke. Nastaje oplođeno jajašce koje ima 46 kromosoma (23 od oca i 23 od majke). Prva ljudska stanica sadrži složen genetski nacrt svake pojedinosti poput spola, visine, boje kože itd. U DNK su zapisane sve potrebne genetske informacije za daljni razvoj. Njih ima toliko koliko bi stalo podataka u pet setova Enciklopædije Britannice. Vrlo mnogo podataka zapisano je u minijaturnom obliku. Kada bi se na jedno mjesto sakupili svi genetski podaci s DNK 5 milijardi ljudi, bili bi veličine samo dvije tablete. Postupnim razvojem od prve stanice nastaje embrij, a nakon tri mjeseca prerasta u ljudski plod ili fetus.

### Od rođenja do starosti
Žena rađa dijete nakon obično devet mjeseci trudnoće, no moguće je i prijevremeno rađanje u sedmom ili osmom mjesecu, međutim to je razdoblje rizično za djetetov život jer mu nisu još potpuno razvijeni dišni organi. Djetetova pluća se razvijaju u 8. mjesecu trudnoće, pa ako se dijete tad rodi, obično dođe do komplikacija, dok ako se rodi u 7. mjesecu, dijete ide u inkubator i pluća se razvijaju bez šoka i prekida.
Zbog spontanog ili namjernog pobačaja, trudnoća se može prekinuti. Rađanje je proces ovisan o veličini djeteta i njegovoj sposobnosti prilagođavanja na porodni kanal za vrijeme spuštanja te o snazi i pravilnosti trudova te o otporu zdjelice i mekih tkiva dna zdjelice. Novorođenče je obično teško 3–4 kilograma i visoko 50–60 centimetara.
Nakon prve godine života, novorođenče prelazi u razdoblje djetinjstva. Rano djetinjstvo traje do 6. godine života, srednje djetinjstvo do 9. godine života, a kasno djetinjstvo do 12. godine života. Djetinjstvo je vrijeme početka školovanja.
Za vrijeme puberteta dolazi do tjelesnog, spolnog, psihičkog i drugih oblika sazrijevanja. Kod djevojčica se događa prva menstruacija i ovulacija. Razvijaju se spolni organi kod oba spola. Adolescencija je razdoblje nakon puberteta, tijekom kojeg dolazi do daljnjeg razvoja osobnosti, osamostaljivanja i sazrijevanja. Rast tijela uglavnom traje do 30. godine, a spolna zrelost doseže se od 12. do 15. godine života (pubertet).
Visina većine odraslih ljudi iznosi između 150 i 200 centimetara, a masa između 50 i 100 kilograma. Jedna od vrlo bitnih osobina čovjeka je uspravan hod.
U zrelom razdoblju života, čovjek se ostvaruje na poslovnom i obiteljskom planu. Zdrav čovjek u prosjeku doživi 70–80 godina. Dokazano je[kako?] da maksimalni životni vijek iznosi 120 godina. Smrt je prestanak bioloških funkcija. 

## Anatomija
Ljudsko tijelo sastoji se od glave, udova i trupa. Oni se sastoje od organa i različitih tkiva. Dopunjuju se čineći ljudski organizam. Kosti i mišići (koji pomoću antagonističkog stezanja i opuštanja pokreću kosti) čovjeku omogućuju kretanje. Glavni dio čovjekova kostura čini kralježnica koja povezuje kosti udova, glave i trupa.
Ljudi se međusobno razlikuju po fizičkom izgledu i karakternim osobinama.

## Fiziologija
Fiziologija se bavi mehaničkim, fizičkim i biokemijskim funkcijama ljudi, napose njihovih organa i tkiva. Promatra tijelo kao skupinu sustava s međusobnom interakcijom, svaki s vlastitom kombinacijom funkcija i svrhom. Fiziologija čovjeka bliska je fiziologiji životinja pa je mnogo spoznaja dobiveno eksperimentima na životinjama. Anatomija i fiziologija usko su povezana područja: anatomija, istražuje oblike, a fiziologija proučava funkcije, uče se zajedno kao dio medicinskog kurikuluma. Mnoge fiziološke varijable (kao razina glukoze u krvi, tjelesna temperatura, pH krvi itd.) moraju se održavati u uskim granicama kako bi se održalo zdravlje. Prevladavajuća tema fiziologije je o homeostazi, održavanju stabilnog unutrašnjeg okruženja unatoč vanjskim flaktuacijama. Primarna funkcija mnogih organskih sustava jest održavanje homeostaze. Na primjer, mokraćni sustav pomaže kontroliranju količine vode u organizmu kao i održavanje pH vrijednosti krvi i izlučivanju otpadnih produkata metabolizma, a krvožilni sustav osigurava tkivima stalnu opskrbu kisikom i hranjivim tvarima i uklanja štetne produkte. 
Čovjek prikuplja informacije kroz pet osjetila: vidom, sluhom, njuhom, opipom i okusom.

## Evolucijski razvoj čovjeka
Danas je prihvaćena teorija evolucije, koja kaže da se čovjek razvio iz primata.
Ljudska vrsta nastala je prije 3,5 milijuna godina u istočnoj Africi. Moderni čovjek nastao je prije 400.000 godina. Danas na Zemlji živi više od 8 milijardi ljudi. Znanstvenici su izračunom dobili podatak da je na Zemlji do sada ukupno živjelo oko 106 milijardi 400 milijuna ljudi (brojem 106.400,000.000).

## Ljudske zajednice
Većina živi u Aziji (61,3 %). Zatim slijede obje Amerike (Južna Amerika ima 5,6 %, a Sjeverna 7,7 % svjetskog stanovništva), Afrika (13 %) i Europa (11,9 %) i Oceanija (0,5 %). Čak 2,5 milijarde ljudi živi u gradovima. Nekad je ljudski životni prostor ovisio o vodi, životinjama i obradivoj zemlji. Zbog razvoja trgovine,[nedostaje izvor] danas ljudi žive praktički po cijelom planetu.
Jedini ljudima stalno nenaseljeni kontinent je Antarktika.
Opća skupština Ujedinjenih naroda proglasila je 1948. godine Opću deklaraciju o pravima čovjeka, a 1989. godine Konvenciju o pravima djeteta.

## Galerija
- Ljudi u različitim stadijima života
- Djevojčica prije puberteta
- Odrasla žena, Pandžapkinja
- Starija žena
- Adolescent, Kirgiz
- Odrasli muškarac, Pataxó Indijanac
- Stariji muškarac, Tadžik
- Estonka
- Anuak, Etiopija
- Fidžijac